# Ligne de Čermeľ à Alpinka
50° 10′ 45″ N, 15° 31′ 41″ E
La ligne 930 des chemins de fer slovaque relie Čermeľ à Alpinka.

## Localisation
La ligne est localisée sur le territoire de la ville de Košice (Quartier Sever) dans une vallée boisée qui sert de lieu de relaxation.

## Histoire
La voie a été mise en service le 1er mai 1956 et a été construite sans aucun engin mécanique. Appelée chemin de fer des enfants (slovaque : Detská železnica), il était appelé durant l'époque communiste le chemin de fer des pionniers. La station Alpinka s'appelait alors Pionier.
Une locomotive à vapeur (U 36.003) sur le trajet surnommée Katka, laquelle fut construite en 1884 par les ateliers Hagans à Erfurt et une locomotive diesel surnommée Danka (TU.29.003) circule du 1er mai à mi-septembre.